# Moleta
Moleta o Muleta és una possessió del terme de Sóller, a Mallorca. Als seus terrenys s'hi troben un dels dos fars del Port de Sóller, una antiga estació telegràfica avui reconvertida en refugi de la Ruta de la Pedra en Sec i la Cova de Moleta, el jaciment més important de Myotragus balearicus.